# Hyperion (poemat)

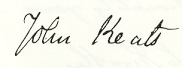
Podpis Johna Keatsa

Hyperion – nieukończony poemat epicki angielskiego poety romantycznego Johna Keatsa. Temat utworu został zaczerpnięty z mitologii greckiej. Epos przedstawia sytuację po tym, jak Jupiter strącił z tronu niebios swojego ojca, Saturna, przejmując jego najgroźniejszą broń, piorun. Tytułowy Hyperion jest tytanem, który miałby przewodzić walce o odzyskanie panowania nad światem przez zdetronizowanego Saturna. Poemat jest napisany wierszem białym (blank verse), czyli nierymowanym pentametrem jambicznym, używanym wcześniej w wielkiej epice przez Johna Miltona. Wpływ Miltona jest łatwo dostrzegalny w stylu poematu. Pisał nim w jednym ze swoich listów sam poeta. Istnieją dwie wersje utworu: Hyperion i The Fall of Hyperion: A Dream.
Deep in the shady sadness of a vale

Far sunken from the healthy breath of morn,

Far from the fiery noon, and eve's one star,

Sat gray-hair'd Saturn, quiet as a stone,

Still as the silence round about his lair;

Forest on forest hung about his head

Like cloud on cloud. No stir of air was there,

Not so much life as on a summer's day

Robs not one light seed from the feather'd grass,

But where the dead leaf fell, there did it rest.

## Przekład
Na język polski poemat Keatsa przełożył (jedenastozgłoskowcem) Jan Kasprowicz. Przekład ten został zamieszczony w autorskiej antologii Poeci angielscy z 1907.
W głębokich mrokach posępnej doliny,

Z dala od świeżych oddechów poranka,

Żarów południa i gwiazdy wieczornej,

Usiadł Saturnus, jako głaz spokojny

I tak milczący, jak owo milczenie,

Co go otacza wokoło; nad głową

Las mu się zwieszał na lesie, jak ciemna

Chmura na chmurze. Ani jeden tutaj

Nie wkradł się powiew, tyle sił mający,

Ile ma cichy dnia letniego podmuch,

W dal unoszący źdźbła pierzastej trawy:

Liść tu umarły zostawał, gdzie upadł,